# Plav
För andra betydelser, se Plav (olika betydelser).

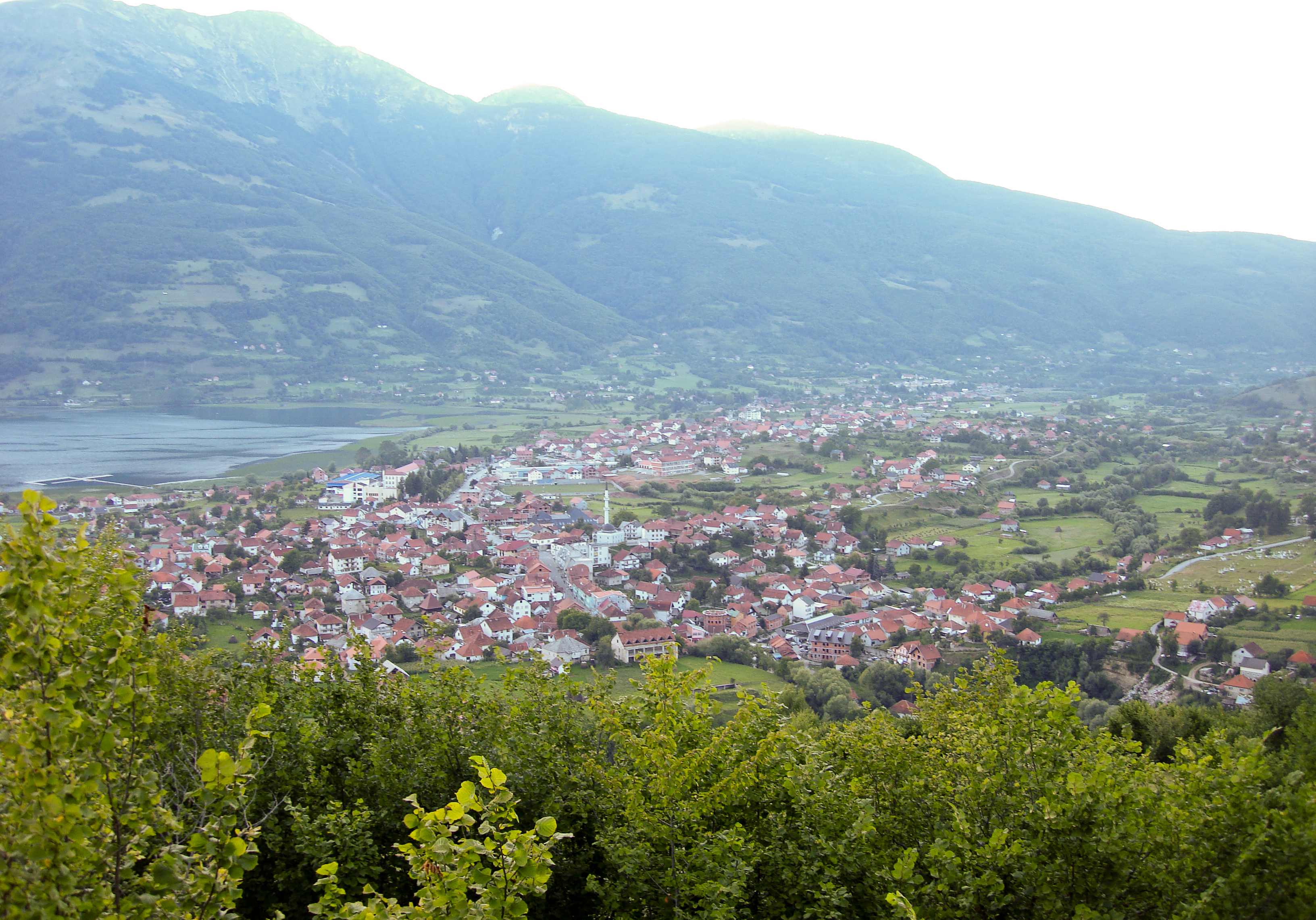
Vy över Plav.

Plav är en ort i kommunen Plav i norra Montenegro. Folkmängden i centralorten uppgick till 3 800 invånare vid folkräkningen 2011. Hela kommunen hade 13 549 invånare 2011, på en yta av 486 kvadratkilometer. Kända byggnader är Kula Redžepagića och moskén Sultanija. Plav ligger i regionen Sandžak.
En av de mest kända turistattraktionerna är sjön Plavsko Jezero. En känd person från orten Gusinje i kommunen är Ali Pashë Gucia.
Fotbollsklubben Jezero Plav spelade i den högsta divisionen i Montenegro säsongen 2008/2009 efter att ha vunnit Montenegros andradivision.